# 西武園遊園地站
西武園遊園地站（日语：／ Seibuen-Yūenchi eki */?），是一個位於埼玉縣所澤市山口2939，屬於西武鐵道山口線「Leo Liner」的鐵路車站。車站編號是SY02。

## 概要
位於西武園遊園地內，側式月台1面1線的地面車站，是山口線唯一的中途站。月台設有柵欄，只限設於車輛側的上下車門的部分空間。廁所不設於月台，而設於閘口的外側和鄰近自動售票機。

## 使用情況
- 西武鐵道 - 2016年度1日平均上下車人次為757人[利用客数 1]。
西武鐵道全部92個車站當中排行第86位。過去幾年出現了微減傾向。

近年1日平均上下、上車人次的推移如下表。
| 年度               | 1日平均 上下車人次 | 1日平均 上車人次 | 來源              |
| ------------------ | ------------------ | ---------------- | ----------------- |
| 1997年（平成09年） | 1,195              |                  |                   |
| 1998年（平成10年） | 1,064              |                  |                   |
| 1999年（平成11年） | 1,068              | 568              | [ 埼玉県統計 1 ]  |
| 2000年（平成12年） | 959                | 513              | [ 埼玉県統計 2 ]  |
| 2001年（平成13年） | 886                | 479              | [ 埼玉県統計 3 ]  |
| 2002年（平成14年） | 850                | 463              | [ 埼玉県統計 4 ]  |
| 2003年（平成15年） | 828                | 449              | [ 埼玉県統計 5 ]  |
| 2004年（平成16年） | 847                | 461              | [ 埼玉県統計 6 ]  |
| 2005年（平成17年） | 842                | 461              | [ 埼玉県統計 7 ]  |
| 2006年（平成18年） | 801                | 430              | [ 埼玉県統計 8 ]  |
| 2007年（平成19年） | 749                | 394              | [ 埼玉県統計 9 ]  |
| 2008年（平成20年） | 744                | 386              | [ 埼玉県統計 10 ] |
| 2009年（平成21年） | 763                | 395              | [ 埼玉県統計 11 ] |
| 2010年（平成22年） | 781                | 403              | [ 埼玉県統計 12 ] |
| 2011年（平成23年） | 950                | 424              | [ 埼玉県統計 13 ] |
| 2012年（平成24年） | 898                | 429              | [ 埼玉県統計 14 ] |
| 2013年（平成25年） | 781                | 398              | [ 埼玉県統計 15 ] |
| 2014年（平成26年） | 757                | 383              | [ 埼玉県統計 16 ] |
| 2015年（平成27年） | 764                | 392              | [ 埼玉県統計 17 ] |
| 2016年（平成28年） | 757                |                  |                   |

## 相鄰車站
西武鐵道
 山口線
多摩湖（SY01）－西武園遊園地（SY02）－（東中峯信號場）－西武球場前（SY03）

## 延伸閱讀
- 『鉄道ピクトリアル』 鉄道図書刊行会
  - 益井茂夫 「西武鉄道 線路・駅の移り変わり」 1992年5月（通巻560）号 pp.136 - 149
  - 小松丘 「西武鉄道の『廃』をさぐる」 2002年4月（通巻716）号 pp.147 - 159

## 外部連結
- 遊園地西 - 西武鐵道